# Helicòpter de reconeixement militar
Els helicòpters de reconeixement militar, són uns helicòpters que estan principalment dedicats a oferir serveis de reconeixement aeri militar a les forces armades dels seus respectius països, solen ser aeronaus lleugeres i força maniobrables que poden actuar en l'espai aeri enemic, poden volar baix per evitar ser detectats pels radars enemics.
Les primeres aeronaus de reconeixement i observació eren globus aerostàtics, després van ser avions lleugers, com el Taylocraft L-2 i el Fieseler Fi 156. Cuan els primers helicòpters militars van estar disponibles, la seva habilitat per a maniobrar i restar en un indret els van fer ideals pel reconeixement aeri. Inicialment, els helicòpters d'observació estaven limitats a l'observació visual per part dels tripulants i la majoria d'helicòpters tenien àmplies cabines rodones que oferien una màxima visibilitat. Amb el temps, l'ull humà va ser complementat amb els sistemes de sensors òptics. Actualment, inclouen sistemes de visió nocturna i càmeres de visió d'infrarojos. Sovint aquests sistemes estan muntats en una construcció estabilitzada, juntament amb làsers multifunció capaços d'actuar com a làsers buscadors de rang i designadors de blancs pels sistemes d'armament.
Per la natura de la missió, les armes principals dels helicòpters d'observació són els sensors i l'equipament de comunicacions. Els primers helicòpters eren efectius per guiar el foc de l'artilleria i els atacs aeris. Amb els sensors moderns, també són capaços d'oferir un guiatge terminal als míssils antitancs, a les bombes guiades per làser i als altres míssils i municions guiades, que han estat disparades per altres aeronaus.
Els helicòpters d'observació poden estar armats amb combinacions de canons, coets, míssils antitancs i míssils aire-aire, però en menor quantitat que els helicòpters d'atac més grans.
Principalment, la finalitat d'aquestes armes era la lluita contra les aeronaus de reconeixement, per eliminar la capacitat de reconeixement enemiga, però també es poden fer servir per oferir foc de suport.

Helicòpters de reconeixement.
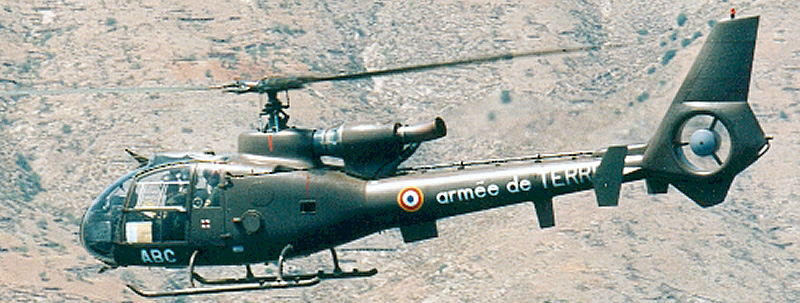
Un helicòpter Aérospatiale Gazelle de l'Exèrcit francès.
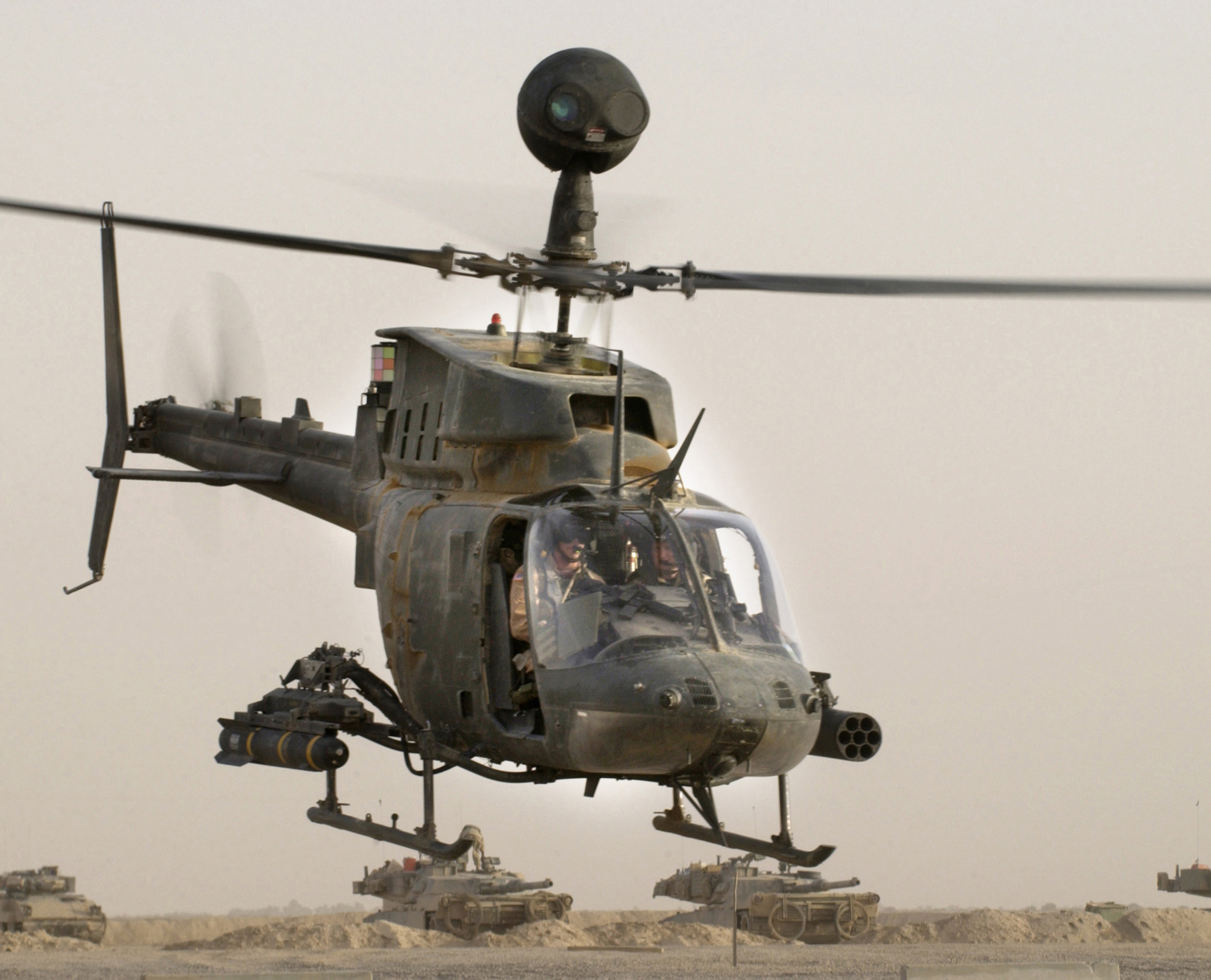
Un OH-58 Kiowa mostrant la seva mira montada en el màstil, un míssil antitancs i un contenidor de coets.
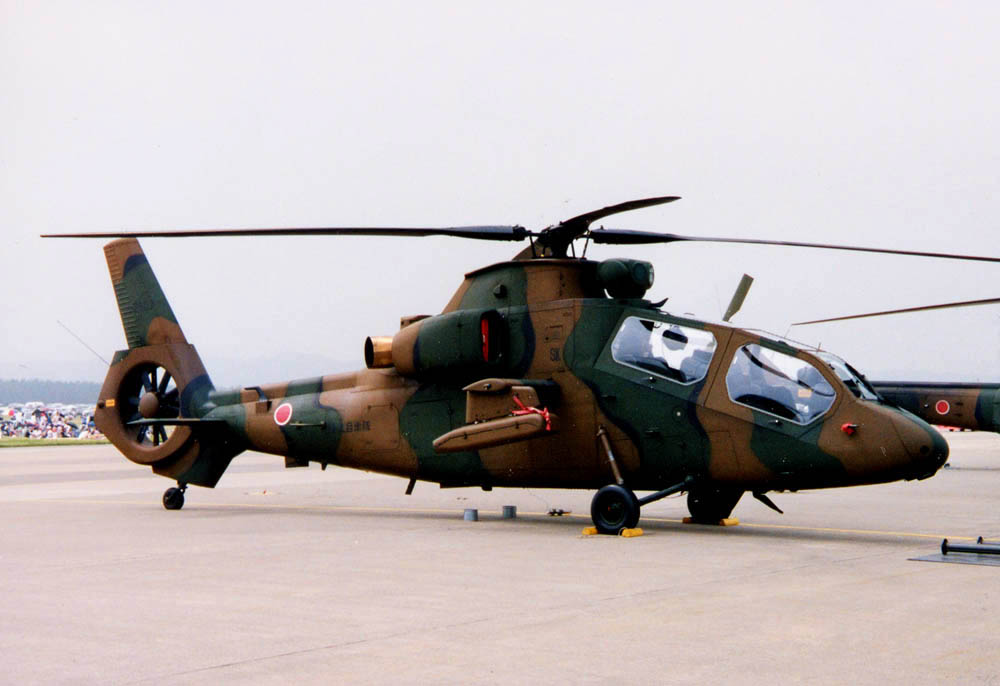
Un helicòpter Kawasaki OH-1.